# السا ۱۸۲

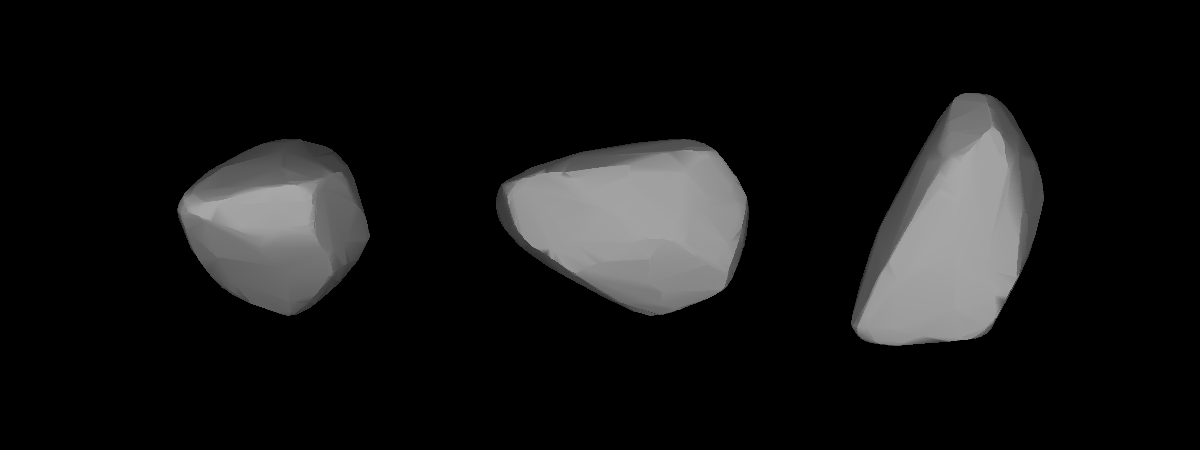
مدل سه‌بُعدی سیارک السا ۱۸۲ بر اساس منحنی نور آن

سیارک ۱۸۲ (به انگلیسی: 182 Elsa) صد و هشتاد و دومین سیارک کشف شده‌است که در ۷ فوریه ۱۸۷۸ کشف شد.
قدر مطلق سیارک برابر ۹٫۱۲ است.